# Catoosa (Oklahoma)
Catoosa é uma cidade localizada no estado norte-americano de Oklahoma, no Condado de Rogers e Condado de Wagoner. A cidade é cortada pela Rota 66, à beira da qual se situa uma atração turística, a Baleia azul de Catoosa.

## Demografia
Segundo o censo norte-americano de 2000, a sua população era de 5449 habitantes.
Em 2006, foi estimada uma população de 6608, um aumento de 1159 (21.3%).

## Geografia
De acordo com o United States Census Bureau tem uma área de
18,0 km², dos quais 18,0 km² cobertos por terra e 0,0 km² cobertos por água. Catoosa localiza-se a aproximadamente 190 m acima do nível do mar.

## Localidades na vizinhança
O diagrama seguinte representa as localidades num raio de 16 km ao redor de Catoosa.